# Paradidyma jamaicensis
Paradidyma jamaicensis là một loài ruồi trong họ Tachinidae.